# Haqiqat-e Inquilab-e Saur
Haqiqat-e Inquilab-e Saur („Wahrheit der Saur-Revolution“) war eine Tageszeitung in Afghanistan. Sie wurde Mitte der 1980er Jahre mit einer Auflage von 50.000 Exemplaren gedruckt. Die Zeitung bildete das wichtigste Printmedium im Land.